# すがわらくにゆき
すがわら くにゆき（1973年5月29日 - ）は、日本の男性漫画家。東京都出身。

## 人物
自称「あんまりぱっとしない漫画家 (@sugawara92 プロフィールより) 」
作品に登場する際にはキャップを後ろ前にかぶり、眼鏡をかけている。 
代表作は『魔術っ子!海堂くん!!』（月刊コミックビーム連載／アスキー・現KADOKAWA)や『おれさま!ギニャーズ!!』シリーズ（後述）など。 
最新作は『コネクトギニャーズ！』 (マンガコネクト／あまた株式会社／叢雲株式会社配信)。

## 作風
単純化された可愛らしいキャラが、見た目と反するようなえげつない行動を起こしたり、下ネタを言ったりする、ギャップのある「ブラックジョーク」を多用。80年代～90年代の漫画・アニメ・ゲームを好んでネタとすることも多く、パロディ・オマージュがよく見られる。藤子・F・不二雄、唐沢なをき、高野文子といった漫画家の影響が多く見られる。メインキャラクター（主に著者本人など）のボケにサブのマスコット的キャラクター（主に正ちゃんなど）がツッコミを入れる展開の作品が多い。
Adobe Illustratorを使用して作画している。

## エピソード

### 『おれさま!ギニャーズ!!』シリーズ
- 代表作である『おれさま!ギニャーズ!!』シリーズは、著者の日記漫画を主体としたショート漫画とオリジナルの短編で構成されており、成人向けコミック雑誌の巻末などに箸休め的に連載されていた。 そのため、雑誌が休刊になることも多かったのだが、その度にタイトルを変更し、別の雑誌へと容易に掲載誌を変えていた。これは、掲載先の雑誌（カイザーペンギン～コミックライズまで）が同じ編集プロダクションで編集されていたために出来たことである。
- 掲載誌の変遷→『おれさま!カイザーズ』（カイザーペンギン・コミックカイザー／辰巳出版）→『おれさま!ギガーズ』（コミックギガテック／メディアックス）→『おれさま!ギ☆ライズ』（コミックライズ／メディアックス）→『おれさま!ギニャーズ!!』（ポプリクラブ／晋遊舎）→『ギニャギニャ!ギニャーズ!!』読切掲載（月刊ComicREX／一迅社）→『コネクトギニャーズ！』 (マンガコネクト（2021年10月12日サービス終了）／あまた株式会社／叢雲株式会社配信)。
- タイトルにある「ギニャー」は藤子不二雄Ⓐ作品のキャラクターが叫ぶ擬音に由来する。
- 紙版のコミックスは『おれさま!ギニャーズ!!』（新声社）と、未収録分を加えた『ギニャギニャ!ギニャーズ!!』（一迅社）として２度発売されている。
- 『おれさま!ギニャーズ!!』（新声社）の推薦帯は漫画家の近藤るるるが、自著である『ハイパーあんな』の主人公・高槻杏奈を描いている。
- twitter上にて『ギニャーズさん』というタイトルの１ページ漫画を２回掲載している。
- 『コネクトギニャーズ！』はkindle版と同人誌版を発売している。
- 『おれたち!ギニャーズ!!』『俺様!ギニャーズ!!』『おれさま!ギニャース!!』などタイトルをよく間違われる。

### そのほか
- ペンネームの「すがわら」は母方の姓である。
- 桜玉吉のアシスタントをしたことがある。
- 格闘ゲーム『鉄拳』シリーズのファンであり、PS版が発売されたときに友人と一晩で500戦したこともある。
- 高野文子のファンであり、「ユリイカ」（2002年7月号／青土社）の高野文子特集号にて、イラストとエッセイ「若手マンガ家による高野文子讃」の企画において、榎本ナリコ、冬野さほといった漫画家とともに寄稿している。
- Moo.念平のファンでもある。
- 藤子不二雄ファンサークル会誌「Neo Utopia」（53号・2013年8月発行・A5判・146P・頒布価格1,000円）の、安孫子藤本ガールズ人気投票「AFG総選挙」特集において、第9位（16票）みよ子『キテレツ大百科』のイラストを寄稿している。
- 「月刊コミックガム」連載の『快速!FREE NOTE Book!!』1～2巻はワニブックスより発売されたが、未収録分を同人誌『快速!FREE NOTE Book!!3』としてまとめている。
- 漫画家の平野耕太、G=ヒコロウ、道満晴明、横内なおき、などと面識・交流がある。
- 『進め!以下略』(平野耕太／月刊少年エース増刊エース桃組・月刊コンプエース連載／角川書店)、1話・2話・4話に登場している。同作に登場する「ヤブ（亮太郎）」は、『ギニャーズ!!』シリーズにも登場し、共通の人物をモデルにしている。
- 『ライジングインパクト』（鈴木央／週刊少年ジャンプ／集英社）が巻頭になった際のゴルフ特集でカットを描いたことがある。
- 『魔術っ子!海堂くん!!』が発売になった際「アニメージュ」（徳間書店刊）誌上において、漫画家のあさりよしとおにより「おもしろい」と評価されたことがある。
- 基本的にはショートギャグ作品がメインだが、『快速!FREE NOTE Book!!』の中で連作として掲載された『インディゴブルー』という作品は、擬人化された猫たちが暮らす集落を舞台に『ガンバの冒険』をオマージュしたようなシリアスなストーリー作品として描かれた。未完ではあるが、掲載ぶんのみ独立した同人誌としてまとまっている。あらすじ→主人公「インディゴ」たちは山の中にある猫だけの集落で平和に暮らしていた。そこへひたひたと忍び寄る「山犬」の群れ。噂では熊をも倒すという残忍な山犬にインディゴたちは立ち向かうことになる。

## 作品リスト

### 既刊単行本
- おれさま!ギニャーズ!!（新声社）
- 魔術っ子!海堂くん!!（月刊コミックビーム連載／アスペクト）
- 快速!FREE NOTE Book!!（コミックガム連載／ワニブックス）
- ギニャギニャ!ギニャーズ!!（一迅社）
- コネクトギニャーズ！ (マンガコネクト／あまた株式会社／叢雲株式会社配信)
- ストリートファイターIII―4コマ決定版(新声社)

### 挿絵・カットなど
- おたく神経サナトリウム（著者: 斎藤環／二見書房） - カバーイラスト
- ゲームラボ（三才ブックス） - せんせーラボ子ちゃん
- テックウィン - マフィア本舗
- E-LOGIN - 秘密結社シンジケート団
- ファミ通ブロス - 読者コーナーカット
- 電撃萌王（KADOKAWA） - 巻末ページ・イラスト＆コミック
- 週刊ファミ通8・20号増刊オウガバトル64（アスキー） - 4コマ漫画『マグナスくん』
- ファミ通Bootleg!（エンターブレインムック） - そうだ、ゲーム会社を作ろう！